# Gembloux
Gembloux (trong Tiếng Walloon: Djiblou; trong Tiếng Hà Lan: Gembloers) là một đô thị ở tỉnh Namur. Tại thời điểm ngày 1 tháng 1 năm 2006, đô thị này có dân số 21.964 người. Tổng diện tích là 95,86 km², với mật độ dân số 229 người trên mỗi km².
Thành phố có Faculté Universitaire des Sciences Agronomiques de Gembloux.
Tháp chuông Gembloux thuộc nhóm các tháp chuông Bỉ và Pháp được liệt kê vào di sản thế giới UNESCO năm 2005.
Gần đô thị này, năm 1578 đã xảy ra trận Gembloux. Tháng 5 năm 1940, trận Hannut đã diễn ra.
Nhà nguyện Gembloux nằm gần Gembloux.
Gembloux kết nghĩa với:
- - Epinal, Pháp: từ 1974
- - Loughborough, Anh Quốc
- - Skyros, Hy Lạp: từ 1994

## Liên kết ngoài

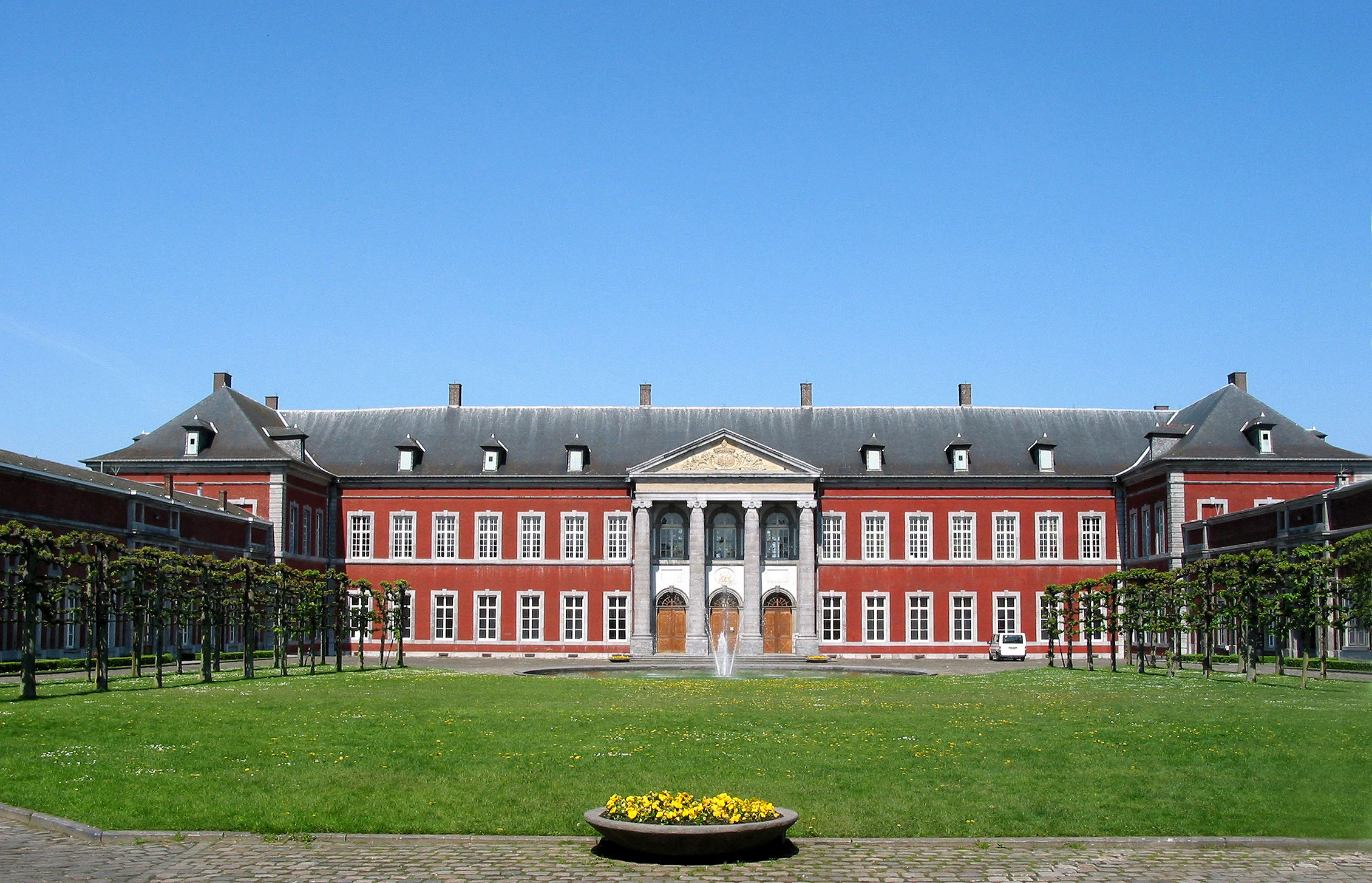
Gembloux, University Faculty of agronomic sciences.